# Temporada 2004 de IndyCar Series
La Temporada de 2004 de la IndyCar Series estuvo dominada por dos equipos, el Andretti Green Racing y Rahal Letterman Racing. Si bien hubo gran paridad en 2003 entre los equipos con motor Honda y Toyota, en 2004 Honda comenzó a eclipsar a Toyota al atraer equipos como Penske Racing y Chip Ganassi Racing como proveedores de dichas marcas, dejando a Scott Dixon y sin victorias en la 10.ª posición en su intento de defender su campeonato de 2003.

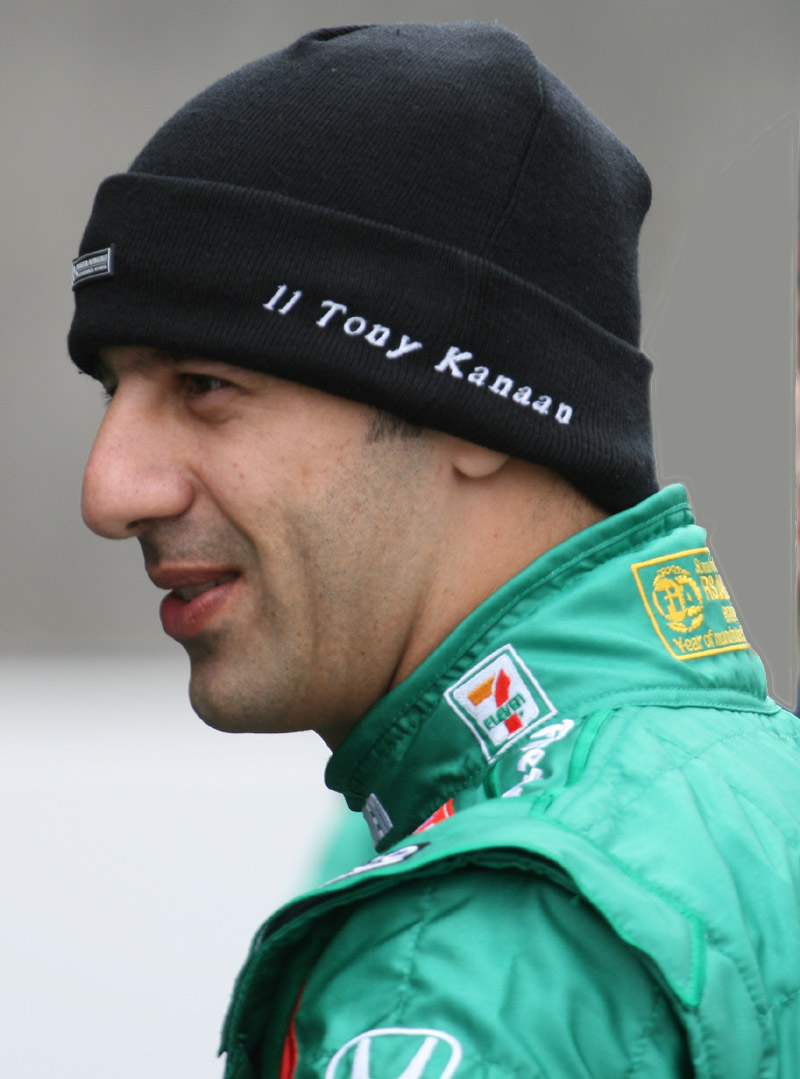
Tony Kanaan, Campeón de la IndyCar Series de 2004 con el equipo Andretti Green Racing.

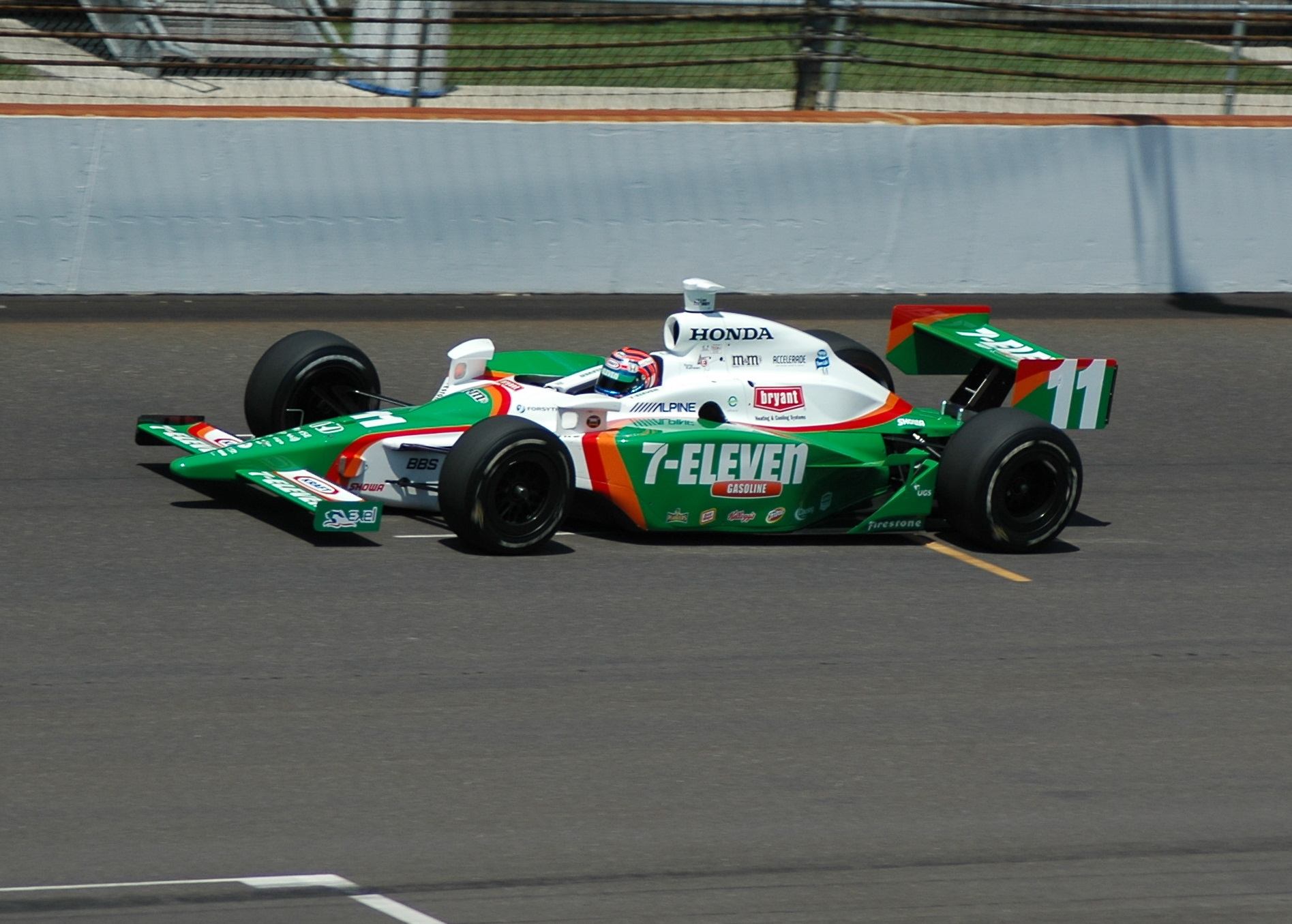
Coche campeón de la serie IndyCar Series 2004

## Temporada 2004 de la IndyCar Series
| Ronda | Fecha            | Carrera                  | Pista                            | Localización          | Pole position     | Vuelta rápida    | Piloto con más vueltas lideradas | Ganador           |
| ----- | ---------------- | ------------------------ | -------------------------------- | --------------------- | ----------------- | ---------------- | -------------------------------- | ----------------- |
| 1     | 29 de febrero    | Toyota Indy 300          | Homestead-Miami Speedway         | Homestead, Florida    | Buddy Rice        | Sam Hornish Jr.  | Hélio Castroneves                | Sam Hornish Jr.   |
| 2     | 21 de marzo      | Copper World Indy 200    | Phoenix International Raceway    | Phoenix, Arizona      | Dan Wheldon       | Darren Manning   | Tony Kanaan                      | Tony Kanaan       |
| 3     | 17 de abril      | Indy Japan 300           | Twin Ring Motegi                 | Motegi, Japón         | Dan Wheldon       | Dan Wheldon      | Dan Wheldon                      | Dan Wheldon       |
| 4     | 30 de mayo       | 88th Indianapolis 500    | Indianapolis Motor Speedway      | Speedway, Indiana     | Buddy Rice        | Vítor Meira      | Buddy Rice                       | Buddy Rice        |
| 5     | 12 de junio      | Bombardier 500           | Texas Motor Speedway             | Fort Worth, Texas     | Dario Franchitti  | Vítor Meira      | Tony Kanaan                      | Tony Kanaan       |
| 6     | 28 de junio      | SunTrust Indy Challenge  | Richmond International Raceway   | Richmond, Virginia    | Hélio Castroneves | Sam Hornish Jr.  | Dario Franchitti                 | Dan Wheldon       |
| 7     | 4 de julio       | Argent Mortgage 300      | Kansas Speedway                  | Kansas City, Kansas   | Buddy Rice        | Tomas Scheckter  | Buddy Rice                       | Buddy Rice        |
| 8     | 17 de julio      | Firestone Indy 200       | Nashville Superspeedway          | Lebanon, Tennessee    | Buddy Rice        | Vítor Meira      | Vítor Meira                      | Tony Kanaan       |
| 9     | 25 de julIo      | Menards A.J. Foyt 225    | The Milwaukee Mile               | West Allis, Wisconsin | Vítor Meira       | Dario Franchitti | Dario Franchitti                 | Dario Franchitti  |
| 10    | 1 de agosto      | Michigan Indy 400        | Michigan International Speedway  | Brooklyn, Míchigan    | Tony Kanaan       | Darren Manning   | Tony Kanaan                      | Buddy Rice        |
| 11    | 15 de agosto     | Belterra Casino Indy 300 | Kentucky Speedway                | Sparta, Kentucky      | Buddy Rice        | Vítor Meira      | Tony Kanaan                      | Adrián Fernández  |
| 12    | 22 de agosto     | Honda Indy 225           | Pikes Peak International Raceway | Fountain, Colorado    | Tony Kanaan       | Dan Wheldon      | Dario Franchitti                 | Dario Franchitti  |
| 13    | 29 de agosto     | Firestone Indy 225       | Nazareth Speedway                | Nazareth, Pensilvania | Hélio Castroneves | Sam Hornish Jr.  | Hélio Castroneves                | Dan Wheldon       |
| 14    | 12 de septiembre | Delphi Indy 300          | Chicagoland Speedway             | Joliet, Illinois      | Hélio Castroneves | Vítor Meira      | Adrián Fernández                 | Adrián Fernández  |
| 15    | 3 de octubre     | Toyota Indy 400          | California Speedway              | Fontana, California   | Hélio Castroneves | Vítor Meira      | Hélio Castroneves                | Adrián Fernández  |
| 16    | 17 de octubre    | Chevy 500                | Texas Motor Speedway             | Fort Worth, Texas     | Hélio Castroneves | Bryan Herta      | Hélio Castroneves                | Hélio Castroneves |

- Las carreras de 2004 de la IndyCar en sí Corren carreras en óvalos.

## Equipos para la temporada 2004
| Equipo                          | Chasís  | Motor     | N.º de coches | Pilotos           | Patrocinadores                      | Detalles                                                                              |
| ------------------------------- | ------- | --------- | ------------- | ----------------- | ----------------------------------- | ------------------------------------------------------------------------------------- |
| Target Chip Ganassi Racing      | G-Force | Toyota    | 1             | Scott Dixon       | Target                              |                                                                                       |
| Target Chip Ganassi Racing      | G-Force | Toyota    | 10            | Darren Manning    | Target                              | No pudo correr en California y Texas pero debido a una lesión                         |
| Panther Racing                  | Dallara | Chevrolet | 2             | Mark Taylor       | Menards/Johns-Manville              |                                                                                       |
| Panther Racing                  | Dallara | Chevrolet | 2             | Townsend Bell     | Menards/Johns-Manville              | Taylor sustituye desde Kansas en adelante                                             |
| Panther Racing                  | Dallara | Chevrolet | 4             | Tomas Scheckter   | Pennzoil                            |                                                                                       |
| Marlboro Team Penske            | Dallara | Toyota    | 3             | Helio Castroneves | Marlboro                            |                                                                                       |
| Marlboro Team Penske            | Dallara | Toyota    | 6             | Sam Hornish Jr.   | Marlboro                            |                                                                                       |
| / Aguri-Fernández Racing        | G-Force | Honda     | 5             | Adrián Fernández  | Quaker State/Telmex/Tecate          | Perdió la Partida en Homestead                                                        |
| / Aguri-Fernández Racing        | G-Force | Honda     | 55            | Kosuke Matsuura   | ARTA/Panasonic                      |                                                                                       |
| Andretti Green Racing           | Dallara | Honda     | 7             | Bryan Herta       | XM Satellite Radio                  |                                                                                       |
| Andretti Green Racing           | Dallara | Honda     | 11            | Tony Kanaan       | 7-Eleven                            |                                                                                       |
| Andretti Green Racing           | Dallara | Honda     | 26            | Dan Wheldon       | Klein Tools/Jim Beam                |                                                                                       |
| Andretti Green Racing           | Dallara | Honda     | 27            | Dario Franchitti  | ArcaEx/Alpine                       |                                                                                       |
| Kelley Racing                   | Dallara | Toyota    | 8             | Scott Sharp       | Delphi Corporation                  |                                                                                       |
| Kelley Racing                   | Dallara | Toyota    | 39            | Sarah Fisher      | Bryant Heating & Cooling            | Únicamente la Indy 500                                                                |
| Mo Nunn Racing                  | Dallara | Toyota    | 12            | Toranosuke Takagi | Pioneer Corporation                 |                                                                                       |
| Mo Nunn Racing                  | Dallara | Toyota    | 21            | Jeff Simmons      | Pioneer Corporation                 | Únicamente la Indy 500                                                                |
| Access Motorsports              | G-Force | Honda     | 13            | Greg Ray          | Renovac                             |                                                                                       |
| Access Motorsports              | G-Force | Honda     | 13            | Mark Taylor       |                                     | Sustituyendo a Ray en Nashville en adelante                                           |
| A. J. Foyt Enterprises          | Dallara | Toyota    | 14            | A. J. Foyt IV     | Conseco                             |                                                                                       |
| A. J. Foyt Enterprises          | G-Force | Toyota    | 41            | Larry Foyt        |                                     | Únicamente la Indy 500                                                                |
| Rahal Letterman Racing          | G-Force | Honda     | 15            | Buddy Rice        | Argent Mortgage/Pioneer Corporation |                                                                                       |
| Rahal Letterman Racing          | G-Force | Honda     | 16            | Roger Yasukawa    | Sammy                               | Únicamente Montegi y la Indy 500                                                      |
| Rahal Letterman Racing          | G-Force | Honda     | 17            | Vítor Meira       | Bea Systems/Centrix                 | Se perdió las primeras dos carreras de la temporada                                   |
| PDM Racing                      | Dallara | Chevrolet | 18            | Robby McGehee     | Burger King                         | Únicamente la Indy 500                                                                |
| Patrick Racing                  | Dallara | Chevrolet | 20            | Al Unser Jr.      |                                     | Únicamente la Indy 500, Texas y Richmond                                              |
| Patrick Racing                  | Dallara | Chevrolet | 20            | Jeff Simmons      |                                     | Únicamente corre Kansas                                                               |
| Patrick Racing                  | Dallara | Chevrolet | 20            | Jaques Lazier     |                                     | corrió Nashville hasta Chicagoland                                                    |
| Patrick Racing                  | Dallara | Chevrolet | 20            | Tomáš Enge        |                                     | Corrió California & la segunda carrera de Texas Únicamente                            |
| Dreyer & Reinbold Racing        | Dallara | Chevrolet | 24            | Robby Buhl        | Purex                               |                                                                                       |
| Dreyer & Reinbold Racing        | Dallara | Chevrolet | 24            | Felipe Giaffone   | Purex                               | Sustituido por Buhl desde la Indy 500 En adelante                                     |
| Roth Racing                     | Dallara | Toyota    | 25            | Marty Roth        |                                     | Únicamente la Indy 500                                                                |
| Sam Schmidt Motorsports         | G-Force | Toyota    | 33            | Richie Hearn      | Lucas Oil                           | Únicamente la Indy 500                                                                |
| Newman/Haas Racing              | G-Force | Honda     | 36            | Bruno Junqueira   | PacifiCare/Secure Horizons          | Únicamente la Indy 500                                                                |
| Cheever Racing                  | Dallara | Chevrolet | 51            | Alex Barron       | Red Bull                            |                                                                                       |
| Cheever Racing                  | Dallara | Chevrolet | 52            | Ed Carpenter      | Red Bull                            |                                                                                       |
| Robby Gordon Motorsports        | Dallara | Chevrolet | 70            | Robby Gordon      | Meijer/Coca-Cola                    | I Únicamente la Indy 500; Lazier remplazó a Gordon durante la bandera Roja por lluvia |
| Robby Gordon Motorsports        | Dallara | Chevrolet | 70            | Jaques Lazier     | Meijer/Coca-Cola                    | I Únicamente la Indy 500; Lazier remplazó a Gordon durante la bandera Roja por lluvia |
| Hemelgarn Racing                | Dallara | Chevrolet | 91            | Buddy Lazier      | LifeFitness                         | Únicamente la Indy 500                                                                |
| CURB/Agajanian/Beck Motorsports | Dallara | Chevrolet | 98            | P. J. Jones       | Curb Records                        | Únicamente la Indy 500                                                                |

## Estadísticas de la Temporada
| Posiciones | Pilotos           | HMS | PHX | MOT | INDY    | TXS | RIR | KAN | NSH | MIL | MIS | KTY | PIK | NAZ | CHI | FON | TXS   | Puntos |
| ---------- | ----------------- | --- | --- | --- | ------- | --- | --- | --- | --- | --- | --- | --- | --- | --- | --- | --- | ----- | ------ |
| 1          | Tony Kanaan       | 8   | 1*  | 2   | 2       | 1*  | 5   | 3   | 1   | 4   | 2*  | 5*  | 5   | 2   | 3   | 2   | 2     | 618    |
| 2          | Dan Wheldon       | 3   | 3   | 1*  | 3       | 13  | 1   | 9   | 13  | 18  | 3   | 3   | 3   | 1   | 4   | 3   | 3     | 533    |
| 3          | Buddy Rice        | 7   | 9   | 6   | 1*      | 15  | 6   | 1*  | 6   | 2   | 1   | 2   | 22  | 4   | 14  | 5   | 20    | 485    |
| 4          | Hélio Castroneves | 2*  | 6   | 3   | 9       | 12  | 3   | 7   | 3   | 12  | 10  | 12  | 6   | 5*  | 10  | 7*  | 1 (*) | 446    |
| 5          | Adrián Fernández  |     | 20  | 18  | 7       | 5   | 7   | 6   | 10  | 8   | 12  | 1   | 2   | 7   | 1*  | 1   | 5     | 445    |
| 6          | Dario Franchitti  | 17  | 17  | 7   | 14      | 2   | 12* | 4   | 20  | 1*  | 22  | 6   | 1*  | 3   | 20  | 6   | 15    | 409    |
| 7          | Sam Hornish Jr.   | 1   | 15  | 19  | 26      | 4   | 11  | 8   | 2   | 3   | 4   | 14  | 18  | 11  | 6   | 4   | 17    | 387    |
| 8          | Vítor Meira       |     |     | 17  | 6       | 6   | 2   | 2   | 12* | 5   | 5   | 7   | 7   | 10  | 5   | 21  | 4     | 376    |
| 9          | Bryan Herta       | 13  | 7   | 14  | 4       | 19  | 4   | 5   | 18  | 9   | 6   | 9   | 9   | 8   | 2   | 17  | 16    | 362    |
| 10         | Scott Dixon       | 18  | 2   | 5   | 8       | 14  | 8   | 12  | 8   | DNS | 7   | 13  | 20  | 9   | 7   | 8   | 6     | 355    |
| 11         | Darren Manning    | 6   | 5   | 4   | 25      | 8   | 20  | 11  | 4   | 19  | 13  | 10  | 4   | 6   | 15  | DNS |       | 323    |
| 12         | Alex Barron       | 16  | 4   | 12  | 12      | 3   | 22  | 10  | 17  | 7   | 11  | 11  | 10  | 12  | 12  | 18  | 14    | 310    |
| 13         | Scott Sharp       | 9   | 13  | 9   | 13      | 18  | 9   | 20  | 14  | 15  | 9   | 17  | 15  | 19  | 9   | 11  | 8     | 282    |
| 14         | Kosuke Matsuura   | 11  | 11  | 8   | 11      | 16  | 14  | 18  | 9   | 10  | 17  | 4   | 13  | 21  | 21  | 13  | 19    | 280    |
| 15         | Toranosuke Takagi | 4   | 8   | 10  | 19      | 10  | 19  | 21  | 11  | 20  | 20  | 20  | 19  | 17  | 13  | 14  | 12    | 263    |
| 16         | Ed Carpenter      | 12  | 19  | 22  | 31      | 21  | 16  | 14  | 22  | 11  | 14  | 8   | 11  | 20  | 11  | 12  | 21    | 245    |
| 17         | Mark Taylor       | 19  | 12  | 16  | 30      | 17  | 18  |     | 7   | 14  | 21  | 19  | 14  | 22  | 17  | 10  | 7     | 232    |
| 18         | A. J. Foyt IV     | 15  | 14  | 15  | 33      | 22  | 11  | 13  | 16  | 16  | 15  | 18  | 21  | 15  | 16  | 19  | 10    | 232    |
| 19         | Tomas Scheckter   | 5   | 16  | 13  | 18      | 20  | 17  | 15  | 19  | 21  | 19  | 22  | 17  | 13  | 19  | 15  | 18    | 230    |
| 20         | Felipe Giaffone   |     |     |     | 15      | 9   | 10  | 16  | 15  | 13  | 16  | 16  | 16  | 16  | 8   | 20  | 11    | 214    |
| 21         | Townsend Bell     |     |     |     |         |     |     | 17  | 5   | 6   | 8   | 21  | 12  | 18  | 22  | 9   | 9     | 193    |
| 22         | Jaques Lazier     |     |     |     | DNQ     |     |     |     | 21  | 17  | 18  | 15  | 8   | 14  | 18  |     |       | 104    |
| 23         | Greg Ray          | 14  | 10  | 20  | 27      | 7   | 15  | Wth |     |     |     |     |     |     |     |     |       | 99     |
| 24         | Robby Buhl        | 10  | 18  | 21  |         |     |     |     |     |     |     |     |     |     |     |     |       | 44     |
| 25         | Al Unser, Jr.     |     |     |     | 17      | 11  | 21  |     |     |     |     |     |     |     |     |     |       | 44     |
| 26         | Roger Yasukawa    |     |     | 11  | 10      |     |     |     |     |     |     |     |     |     |     |     |       | 39     |
| 27         | Tomáš Enge        |     |     |     |         |     |     |     |     |     |     |     |     |     |     | 16  | 13    | 31     |
| 28         | Bruno Junqueira   |     |     |     | 5       |     |     |     |     |     |     |     |     |     |     |     |       | 30     |
| 29         | Jeff Simmons      |     |     |     | 16      |     |     | 19  |     |     |     |     |     |     |     |     |       | 26     |
| 30         | Richie Hearn      |     |     |     | 20      |     |     |     |     |     |     |     |     |     |     |     |       | 12     |
| 31         | Sarah Fisher      |     |     |     | 21      |     |     |     |     |     |     |     |     |     |     |     |       | 12     |
| 32         | Robby McGehee     |     |     |     | 22      |     |     |     |     |     |     |     |     |     |     |     |       | 12     |
| 33         | Buddy Lazier      |     |     |     | 23      |     |     |     |     |     |     |     |     |     |     |     |       | 12     |
| 34         | Marty Roth        |     |     |     | 24      |     |     |     |     |     |     |     |     |     |     |     |       | 12     |
| 35         | P. J. Jones       |     |     |     | 28      |     |     |     |     |     |     |     |     |     |     |     |       | 10     |
| 36         | Robby Gordon      |     |     |     | 29 (**) |     |     |     |     |     |     |     |     |     |     |     |       | 10     |
| 37         | Larry Foyt        |     |     |     | 32      |     |     |     |     |     |     |     |     |     |     |     |       | 10     |
| Posiciones | Pilotos           | HMS | PHX | MOT | INDY    | TXS | RIR | KAN | NSH | MIL | MIS | KTY | PIK | NAZ | CHI | FON | TXS   | Puntos |

| Color       | Resultados                          |
| ----------- | ----------------------------------- |
| Oro         | Ganador                             |
| Plata       | 2.º lugar                           |
| Bronce      | 3.er. Lugar                         |
| Verde       | 4.º. & 5.º puesto                   |
| Azul Claro  | 6.º-10cimo puesto                   |
| Azul Oscuro | Finished (Outside Top 10)           |
| Púrpura     | No acabó la carrera (Ret)           |
| Rojo        | No calificó (DNQ)                   |
| Café        | Retiro (Wth)                        |
| Negro       | Descalificado (DSQ)                 |
| White       | No Arrancó (DNS)                    |
| Blanca      | Sin participación participate (DNP) |
| Blanca      | No participó                        |

| In-line notation |                                                                 |
| Bold             | Pole position                                                   |
| Italics          | Corrió la vuelta más rápida en carrera                          |
| *                | Mayor número de vueltas lideradas en una competencia (2 points) |
| Novato del Año   |                                                                 |
| Novato           |                                                                 |

| Color       | Resultados                          |
| ----------- | ----------------------------------- |
| Oro         | Ganador                             |
| Plata       | 2.º lugar                           |
| Bronce      | 3.er. Lugar                         |
| Verde       | 4.º. & 5.º puesto                   |
| Azul Claro  | 6.º-10cimo puesto                   |
| Azul Oscuro | Finished (Outside Top 10)           |
| Púrpura     | No acabó la carrera (Ret)           |
| Rojo        | No calificó (DNQ)                   |
| Café        | Retiro (Wth)                        |
| Negro       | Descalificado (DSQ)                 |
| White       | No Arrancó (DNS)                    |
| Blanca      | Sin participación participate (DNP) |
| Blanca      | No participó                        |

| In-line notation |                                                                 |
| Bold             | Pole position                                                   |
| Italics          | Corrió la vuelta más rápida en carrera                          |
| *                | Mayor número de vueltas lideradas en una competencia (2 points) |
| Novato del Año   |                                                                 |
| Novato           |                                                                 |

En cada carrera, se otorgan puntos a los conductores sobre las siguientes puntuaciones:
| Posiciones | 1  | 2  | 3  | 4  | 5  | 6  | 7  | 8  | 9  | 10 | 11 | 12 | 13 | 14 | 15 | 16 | 17 | 18 | 19 | 20 | 21 | 22 | 23 | 24 | 25 | 26 | 27 | 28 | 29 | 30 | 31 | 32 | 33 | DNS |
| ---------- | -- | -- | -- | -- | -- | -- | -- | -- | -- | -- | -- | -- | -- | -- | -- | -- | -- | -- | -- | -- | -- | -- | -- | -- | -- | -- | -- | -- | -- | -- | -- | -- | -- | --- |
| Puntos     | 50 | 40 | 35 | 32 | 30 | 28 | 26 | 24 | 22 | 20 | 19 | 18 | 17 | 16 | 15 | 14 | 13 | 12 | 12 | 12 | 12 | 12 | 12 | 12 | 10 | 10 | 10 | 10 | 10 | 10 | 10 | 10 | 10 | 12  |

- Los empates en puntos se puede llegar a desempatar por el número de victorias, seguido en el orden por el número de 2.os lugares, 3.os lugares, etc., y luego por el número de pole positions, seguido de un número de veces haber calificado segundo, etc.